# Los lunes al sol
Los lunes al sol (em inglês:  Mondays in the Sun; em galego:  Os luns ó sol e Brasil: Segunda-Feira ao Sol / Portugal: Às Segundas ao Sol) é um filme espanhol de 2002, dirigido por Fernando León de Aranoa e estrelado por Javier Bardem, Luis Tosar e José Ángel Egido.
O filme é ganhador de cinco Prémios Goya de 2003, incluindo melhor filme, melhor diretor e melhor ator. Também em 2003, foi indicado ao Oscar de melhor diretor e ao Oscar de melhor roteiro original, além de representar a Espanha no Oscar de melhor filme estrangeiro.

## Elenco
- Javier Bardem ... Santa
- Luis Tosar ... José
- José Ángel Egido ... Lino
- Nieve de Medina ... Ana